# Antonino La Gumina
Antonino La Gumina (Palermo, 6 de marzo de 1996) es un futbolista italiano que juega de delantero en el Cesena F. C. de la Serie B.

## Trayectoria
Nacido en Palermo, La Gumina se formó en el equipo de la ciudad, la Unione Sportiva Città di Palermo. 
Con el club siciliano debutó con el primer equipo en 2015 en un partido contra el A. C. Milan. Durante la temporada 2016-17 estuvo cedido en el Ternana Calcio.

### Empoli
Debido a su buena progresión y su juventud, en verano de 2018 fichó por el Empoli F. C.

### Sampdoria
El 31 de enero de 2020 la U. C. Sampdoria anunció su llegada como cedido hasta junio de 2021 con obligación de compra. Durante su paso por este equipo fue saliendo cedido en varias ocasiones, siendo sus destinos el Como 1907, el Benevento Calcio, el C. D. Mirandés y el Cesena F. C.

## Clubes
| Club                      | País   | Año       |
| ------------------------- | ------ | --------- |
| U. S. Palermo             | Italia | 2015-2018 |
| Ternana Calcio (cedido)   | Italia | 2016-2017 |
| Empoli F. C.              | Italia | 2018-2021 |
| U. C. Sampdoria (cedido)  | Italia | 2020-2021 |
| U. C. Sampdoria           | Italia | 2021-     |
| Como 1907 (cedido)        | Italia | 2021-2022 |
| Benevento Calcio (cedido) | Italia | 2022-2023 |
| C. D. Mirandés (cedido)   | España | 2024      |
| Cesena F. C. (cedido)     | Italia | 2025-     |